# جيريمياه إم. ويلسون
جيريمياه إم. ويلسون هو محامي وقاضي وسياسي أمريكي، ولد في 25 نوفمبر 1828 في لبنان في الولايات المتحدة، وتوفي في 24 سبتمبر 1901. نشط حزبياً في الحزب الجمهوري. وقد انتخب عضو مجلس النواب الأمريكي ‏.